# Кирилловська сільська рада (Земетчинський район)
Кири́лловська сільська рада (рос. Кирилловский сельский совет) — сільське поселення у складі Земетчинського району Пензенської області Росії.
Адміністративний центр — село Кириллово.

## Історія
2009 року ліквідовано селище Давидовка.

## Населення
Населення — 550 осіб (2019; 803 в 2010, 1394 у 2002).

## Склад
До складу сільської ради входять:
| Населений пункт         | Населення, осіб (2002) | Населення, осіб (2010) |
| ----------------------- | ---------------------- | ---------------------- |
| Виша, село              | 182                    | 99                     |
| Гоголев Бор, село       | 227                    | 122                    |
| Городище, селище        | 9                      | 0                      |
| Давидовка, селище       | 2                      | -                      |
| Кириллово, село         | 854                    | 538                    |
| Красна Сушка, селище    | 26                     | 17                     |
| Нікітовка, селище       | 42                     | 14                     |
| Руська Поляна, присілок | 52                     | 13                     |